# MTV Movie Awards 2003
MTV Movie Awards 2003 — церемония вручения кинонаград канала MTV, которая прошла 31 мая 2003 г. в здании «Шрайн-Аудиториум» (Юнивёрсал-сити, Лос-Анджелес, Калифорния, США). Ведущими ежегодной церемонии были актёр и комик Шонн Уильям Скотт, и певец Джастин Тимберлэйк.

## Исполнители
Церемония награждения прошла совместно с выступлением следующих музыкантов:
- Pink — «Feel Good Time»
- 50 Cent — «In da Club»
- Тату — «Not Gonna Get Us» и «All the Things She Said»

## Статистика
Фильмы, получившие наибольшее число номинаций.
| Фильм                                                                                | номинации |
| ------------------------------------------------------------------------------------ | --------- |
| Властелин колец: Две крепости / The Lord of the Ring: The Two Towers                 | 5         |
| Человек-паук / Spider-Man                                                            | 5         |
| Парикмахерская / Barbershop                                                          | 3         |
| 8 миля / 8 Mile                                                                      | 3         |
| Сорвиголова / Daredevil                                                              | 3         |
| Чудаки / Jackass: The Movie                                                          | 3         |
| Звёздные войны. Эпизод II: Атака клонов / Star Wars Episode II: Attack of the Clones | 3         |

## Победители и номинанты
Победители написаны первыми и выделены жирным шрифтом.

### Лучший фильм
Властелин колец: Две крепости (англ. The Lord of the Rings: The Two Towers)
- Человек-паук (англ. Spider-Man)
- Звонок (англ. The Ring)
- 8 миля (англ. 8 Mile)
- Парикмахерская (англ. Barbershop)

### Лучшая мужская роль
Эминем в Восьмая миля (англ. 8 Mile)
- Вин Дизель в Три икса (англ. XXX)
- Леонардо Ди Каприо в Поймай меня, если сможешь (англ. Catch Me If You Can)
- Тоби Магуайр в Человек-паук (англ. Spider-Man)
- Вигго Мортенсен в Властелин колец: Две крепости (англ. The Lord of the Rings: The Two Towers)

### Лучшая женская роль
Кирстен Данст в Человек-паук (англ. Spider-Man)
- Хэлли Берри в Умри, но не сейчас (англ. Die Another Day)
- Кейт Хадсон в Как отделаться от парня за 10 дней (англ. How to Lose a Guy in 10 Days)
- Куин Латифа в Чикаго (англ. Chicago)
- Риз Уизерспун в Стильная штучка (англ. Sweet Home Alabama)

### Прорыв года: актёр
Эминем в Восьмая миля (англ. 8 Mile)
- Ник Кэннон в Барабанная дробь (англ. Drumline)
- Киран Калкин в Игби идет ко дну (англ. Igby Goes Down)
- Дерек Люк в История Антуана Фишера (англ. Antwone Fisher)
- Райан Рейнольдс в Король вечеринок (англ. National Lampoon's Van Wilder)

### Прорыв года: актриса
Дженнифер Гарнер в Сорвиголова (англ. Daredevil)
- Кейт Босуорт в Голубая волна (англ. Blue Crush)
- Мэгги Джилленхол в Секретарша (англ. Secretary)
- Ив в Парикмахерская (англ. Barbershop)
- Бейонсе в Остин Пауэрс: Голдмембер (англ. Austin Powers in Goldmember)
- Ниа Вардалос в Моя большая греческая свадьба (англ. My Big Fat Greek Wedding)

### Лучший злодей
Дэйви Чейз в Звонок (англ. The Ring)
- Уиллем Дефо в Человек-паук (англ. Spider-Man)
- Дэниел Дей-Льюис в Банды Нью-Йорка (англ. Gangs of New York)
- Колин Фаррелл в Сорвиголова (англ. Daredevil)
- Майк Майерс в Остин Пауэрс: Голдмембер (англ. Austin Powers in Goldmember)

### Лучшая комедийная роль
Майк Майерс в Остин Пауэрс: Голдмембер (англ. Austin Powers in Goldmember)
- Уилл Феррелл в Старая закалка (англ. Old School)
- Седрик «Развлекатель» в Парикмахерская (англ. Barbershop)
- Джонни Ноксвилл в Чудаки (англ. Jackass: The Movie)
- Адам Сэндлер в Миллионер поневоле (англ. Mr. Deeds)

### Лучший виртуальный персонаж
Голлум в Властелин колец: Две крепости (англ. The Lord of the Rings: The Two Towers)
- Йода в Звёздные войны. Эпизод II: Атака клонов (англ. Star Wars Episode II: Attack of the Clones)
- Кенгуру Джекпот в Кенгуру Джекпот (англ. Kangaroo Jack)
- Добби в Гарри Поттер и Тайная комната (англ. Harry Potter and the Chamber of Secrets)
- Скуби-Ду в Скуби-Ду (англ. Scooby Doo)

### Лучшая экранная команда
Элайджа Вуд, Шон Астин и Голлум в Властелин колец: Две крепости (англ. The Lord of the Rings: The Two Towers)
- Кейт Босуорт, Мишель Родригес и Саноэ Лейк в Голубая волна (англ. Blue Crush)
- Джеки Чан и Оуэн Уилсон в Шанхайские рыцари (англ. Shanghai Knights)
- Уилл Феррелл, Винс Вон и Люк Уилсон в Старая закалка (англ. Old School)
- Джонни Ноксвилл, Бэм Марджера, Стив-О и Крис Понтиус в Чудаки (англ. Jackass: The Movie)

### Лучший поцелуй
Тоби Магуайр и Кирстен Данст в Человек-паук (англ. Spider-Man)
- Дженнифер Гарнер и Бен Аффлек в Сорвиголова (англ. Daredevil)
- Ник Кэннон и Зои Салдана в Барабанная дробь (англ. Drumline)
- Леонардо Ди Каприо и Камерон Диаз в Банды Нью-Йорка (англ. Gangs of New York)
- Адам Сэндлер и Эмили Уотсон в Любовь, сбивающая с ног (англ. Punch-Drunk Love)

### Самый зрелищный эпизод
«Битва за Хельмова Падь» в Властелин колец: Две крепости (англ. The Lord of the Rings: The Two Towers)
- «Столкновение на Шоссе 23» в Пункт назначения 2 (англ. Final Destination 2)
- «Побег» в Особое мнение (англ. Minority Report)
- «Конфликт арены» в Звёздные войны. Эпизод II: Атака клонов (англ. Star Wars Episode II: Attack of the Clones)

### Лучшая драка
'Йода vs. Кристофер Ли в Звёздные войны. Эпизод II: Атака клонов (англ. Star Wars Episode II: Attack of the Clones)
- Джет Ли vs. Последний бой в От колыбели до могилы (англ. Cradle 2 the Grave)
- Джонни Ноксвилл vs. Эрик Эш в Чудаки (англ. Jackass: The Movie)
- Фэнн Вонг vs. Охранник в Шанхайские рыцари (англ. Shanghai Knights)